# Autorité de comté combinée des Midlands-de-l'Est
L’autorité de comté combinée des Midlands-de-l’Est (« East Midlands Combined County Authority » en anglais, abrégée en EMCCA) est une assemblée de gouvernement local créée en 2024 et active à l’échelle des comtés géographiques du Derbyshire et du Nottinghamshire, dans les Midlands-de-l’Est, en Angleterre (Royaume-Uni).
Autorité de comté combinée, elle se constitue de 8 membres désignés par des conseils locaux (conseils de cité de Derby et de Nottingham et conseils de comté du Derbyshire et du Nottinghamshire) et d’un maire élu directement par les électeurs de la zone d’autorité de comté combinée. La travailliste Claire Ward assume cette fonction à la suite de son élection en 2024.

## Histoire

### Premiers projets d’autorité combinée
Un accord de dévolution dans le Derbyshire et le Nottinghamshire est projeté en 2016 par dix-neuf autorités de gouvernement local avec une autorité combinée des Mildlands-du-Nord (dite « North Midlands Combined Authority ») proposée à leur tête à l’origine. Toutefois, plusieurs conseils de district s’y opposent (South Derbyshire et Amber Valley), pointant notamment l’opacité de la composition de la future autorité et le coût lié à la mise en place d’un maire directement élu pour un tel territoire. Le conseil de High Peak souhaite de son côté rouvrir des discussions avec d’autres autorités voisines, y compris celle du Grand-Manchester. Enfin, les assemblées de Chesterfield et d’Erewash décident de rejoindre l’autorité combinée de la Sheffield City Region,,.
En 2018, plusieurs chefs de conseil appuient pour la création d’une autorité combinée des Midlands-de-l’Est (en réponse à celle de l’Ouest) et des discussions sont lancées pour suivre la façon dont le système de maire élu serait mis en place et pour connaître le futur des districts existants. À l’époque, le territoire en question comprend les comtés du Derbyshire, du Lincolnshire, du Leicestershire et du Nottinghamshire. Parallèlement, des projets d’autorités unitaires sont présentés, en particulier dans le Nottinghamshire,,.

### Création de l’autorité de comté combinée
En mars 2022, un nouveau projet associe les conseils des cités de Derby (en) et de de Nottingham (en), ainsi que ceux des comtés du Derbyshire (en) et du Nottinghamshire (en). Un accord avec le Gouvernement de Sa Majesté est signé le 30 août avec, en promesse, de nouveaux pouvoirs, « premiers de cette nature » dans le cadre de la dévolution du pouvoir, mais soumis à l’adoption du projet de loi au Parlement. Les autorités de la cité de Leicester et du comté du Leicestershire, initialement envisagées dans le périmètre de la nouvelle institution, choisissent de négocier un accord de comté séparé,,.
L’autorité de comté combinée des Midlands-de-l’Est (« East Midlands Combined County Authority » en version originale) est mise en place par des régulations prises le 27 février 2024, au sens du Levelling-up and Regeneration Act 2023 (en), une loi qui introduit la notion d’autorité de comté combinée (combined county authority en anglais). D’ailleurs, il s’agit de la première institution locale à être érigée sous ce nouveau type de gouvernement local qui permet, au sein des territoires des comtés géographiques du Derbyshire et du Nottinghamshire, d’éviter la consultation des conseils de district,.

## Composition

### Maire
Un maire (mayor en anglais) de l’autorité de comté combinée des Middlands-de-l’Est est élu au suffrage universel direct pour un mandat de 4 ans selon les modalités de scrutin relevant du système des maires élus. En vertu de nombreuses lois de gouvernement local, il exerce plusieurs fonctions prescrites dans les régulations de 2024.
La première élection du maire se tient le 2 mai 2024. Son mandat débute le 7 mai et devra se terminer le troisième jour après l’élection ordinaire suivante, prévue pour 2028,.
| Identité    | Parti | Parti              | Élection   | Mandat               | Portefeuille | Qualité                                                                                 |
| ----------- | ----- | ------------------ | ---------- | -------------------- | ------------ | --------------------------------------------------------------------------------------- |
| Claire Ward |       | Parti travailliste | 2 mai 2024 | Depuis le 7 mai 2024 |              | Présidente de la Sherwood Forest Hospitals NHS Foundation Trust (en) (à partir de 2021) |

### Membres
Les régulations de 2024 décrivent des « membres de l’autorité de comté combinée » (dits members of the Combined County Authority), au nombre de 8. Chaque conseil constituant désigne deux de ces membres parmi ses conseillers élus : un membre dirigeant (dit lead member) et un suppléant (dit substitute member).
Les conseils de cité étant dirigés par les travaillistes et ceux de comté par les conservateurs, 4 sièges doivent être dévolus à chaque formation politique à l’érection de l’autorité de comté combinée.

### Autres membres
L’autorité de comté combinée doit également admettre des « membres non constituants » (dits non-constituent members of the Combined County Authority) ou « associés » (dits associate members of the Combined County Authority), limités à 8 sièges. Issus de conseils non constituants, de services d’urgence ou de santé ou encore de regroupements de représentants du monde de l’entreprise, ils peuvent disposer du droit de vote sur certaines questions,.

## Étendue territoriale
Le territoire sur lequel s’étend l’autorité de comté combinée — défini légalement comme la « zone » (ou the Area) correspondant à la juxtaposition de celles des conseils constituants (Derby, Derbyshire, Nottingham et Nottinghamshire) — représente 4 790 kilomètres carrés pour plus de 2 millions d’habitants. Il englobe notamment les territoires des conseils de district de l’Amber Valley, d’Ashfield, de Bassetlaw, de Bolsover, de Broxtowe, de Chesterfield, des Derbyshire Dales, d’Erewash, de Gedling, de High Peak, de Mansfield, de Newark and Sherwood, du North East Derbyshire, de Rushcliffe et du South Derbyshire,.
| Comté           | Étendue territoriale          | Étendue territoriale              | Représentation cartographique |
| Comté           | Niveau supérieur              | Niveau inférieur                  | Représentation cartographique |
| --------------- | ----------------------------- | --------------------------------- | ----------------------------- |
| Derbyshire      | Cité de Derby (unitaire)      | Cité de Derby (unitaire)          |                               |
| Derbyshire      | Comté du Derbyshire           | Borough de l’Amber Valley         |                               |
| Derbyshire      | Comté du Derbyshire           | District de Bolsover              |                               |
| Derbyshire      | Comté du Derbyshire           | Borough de Chesterfield           |                               |
| Derbyshire      | Comté du Derbyshire           | District des Derbyshire Dales     |                               |
| Derbyshire      | Comté du Derbyshire           | Borough d’Erewash                 |                               |
| Derbyshire      | Comté du Derbyshire           | Borough de High Peak              |                               |
| Derbyshire      | Comté du Derbyshire           | District du North East Derbyshire |                               |
| Derbyshire      | Comté du Derbyshire           | District du South Derbyshire      |                               |
| Nottinghamshire | Cité de Nottingham (unitaire) | Cité de Nottingham (unitaire)     |                               |
| Nottinghamshire | Comté du Nottinghsamshire     | District d’Ashfield               |                               |
| Nottinghamshire | Comté du Nottinghsamshire     | District de Bassetlaw             |                               |
| Nottinghamshire | Comté du Nottinghsamshire     | Borough de Broxtowe               |                               |
| Nottinghamshire | Comté du Nottinghsamshire     | Borough de Gedling                |                               |
| Nottinghamshire | Comté du Nottinghsamshire     | District de Mansfield             |                               |
| Nottinghamshire | Comté du Nottinghsamshire     | District de Newark and Sherwood   |                               |
| Nottinghamshire | Comté du Nottinghsamshire     | Borough de Rushcliffe             |                               |

### Sources
- (en) Cet article est partiellement ou en totalité issu de l’article de Wikipédia en anglais intitulé « East Midlands Combined County Authority » (voir la liste des auteurs).
- Autres sources 
 Sources reprenant les lettres alphabétiques grecques dans le corps de texte.

1. ↑  The East Midlands Combined County Authority Regulations 2024, p. 1-3
2. ↑  The East Midlands Combined County Authority Regulations 2024, p. 4, 16 et 17.
3. ↑  The East Midlands Combined County Authority Regulations 2024, p. 4.
4. ↑  The East Midlands Combined County Authority Regulations 2024, p. 20.
5. ↑  The East Midlands Combined County Authority Regulations 2024, p. 21.
6. ↑  The East Midlands Combined County Authority Regulations 2024, p. 2 et 3.
7. ↑  The East Midlands Combined County Authority Regulations 2024, p. 3.